# 방림 (삼국지)
방림(龐林, ? ~ ?)은 중국 삼국시대 촉나라와 위나라의 인물로 방통의 동생이기도 하다. 이릉 대전 때 황권과 함께 적지에 고립되는 바람에 위나라로 투항하였다.

## 생애
방통의 아우이다. 형주치중종사(―治中從事)로서 이릉 전투에 진북장군(鎭北將軍) 황권과 함께 참전하였다. 222년(장무 2년) 촉군은 대패하였고 적지에 고립된 황권과 방림은 위나라로 투항하였다. 방림은 열후(列侯)에 봉해지고 거록태수까지 지냈다. 부인은 같은 군 사람인 습정(習禎)의 누이이다. 형주가 조조에게 정복당하면서 이산가족이 되었다. 부인은 십여 년간 정절을 지키며 어린 딸도 키워냈는데 방림이 위나라로 귀부하면서 비로소 다시 만나게 되었다. 조비가 그 의절을 어질게 여겨 상장(牀帳)과 의복을 하사하였다.

## 가계
- 형 : 방통
- 부인 : 습정(習禎)의 누이

## 참고 문헌
- 《삼국지》37권 촉서 제7 방통